# パトリック・デンプシー
パトリック・デンプシー（Patrick Dempsey、本名：Patrick Galen Dempsey、1966年1月13日 - ）は、アメリカ合衆国の俳優、レーシングドライバー。

## 来歴
ルイストン (メイン州)でセールスマンの父、学校事務員の母のもとに生まれる。アイルランド系アメリカ人。身長は179cm。10代の頃はジャグリングに熱中していたという。スキーも得意。
舞台『トーチソング・トリロジー』のオーディションで見出され、舞台ツアーに同行。その後、メイン州やニューヨークでも舞台に立った。映画デビューは1985年。
初期の頃はアイドル的な青春映画が多くいくつか主演するも人気は徐々に下降し、1994年から1990年代末期までの低迷期を得て、2000年代に入り脇役ながら作品の質、内容は向上しさらにテレビドラマ『グレイズ・アナトミー』でブレイクし評価された。
2000年代後半以降は映画においても、『フリーダム・ライターズ』（2007年）やディズニーのヒット作『魔法にかけられて』（2007年）などで中心的な役として出演するようになり、2008年には『近距離恋愛』で主演。2002年にはディズニーのOVAアニメーション作品『ブラザー・ベア2』で主人公キナイの声優を務めた。

## 出演作品

### 映画
| 公開年 | 邦題 原題                                                                | 役名                       | 備考                   | 日本語吹替                                    |
| ------ | ------------------------------------------------------------------------ | -------------------------- | ---------------------- | --------------------------------------------- |
| 1985   | パニック・スクール/冒涜少年団 Heaven Help Us                             | コーベット                 |                        |                                               |
| 1986   | ミートボール3/魔女と童貞ボーヤ Meatballs III: Summer Job                 | ルディ・ガーナー           |                        |                                               |
| 1987   | ウー・ウー・キッド In the Mood                                           | ソニー                     |                        |                                               |
| 1987   | キャント・バイ・ミー・ラブ Can't Buy Me Love                             | ロナルド・ミラー           |                        |                                               |
| 1988   | 哀しみのラストダンス In a Shallow Grave                                  | ポター                     |                        |                                               |
| 1988   | ダルク家の三姉妹 Some Girls                                              | マイケル                   |                        |                                               |
| 1989   | 愛の宅配-ピザ・ボーイ Loverboy                                           | ランディ                   |                        |                                               |
| 1989   | ハッピー・トゥギャザー Happy Together                                    | クリストファー             |                        |                                               |
| 1990   | キャデラック 俺たちの1,000マイル Coupe de Ville                          | ボビー                     |                        | 草尾毅                                        |
| 1991   | RUN/標的にされた男 Run                                                   | チャーリー・ファロー       |                        | 檜山修之（テレビ東京版）                      |
| 1991   | モブスターズ/青春の群像 Mobsters                                         | マイヤー・ランスキー       |                        | 家中宏                                        |
| 1993   | ラスト・ソングを2人で Face the Music                                     | チャーリー・ハンター       |                        |                                               |
| 1993   | ウソつきは結婚のはじまり! For Better and for Worse                       | ロバート                   | テレビ映画             |                                               |
| 1993   | バンク・ラバー Bank Robber                                               | ビリー                     |                        |                                               |
| 1994   | きっと忘れない With Honors                                               | エヴァレット・キャロウェイ |                        |                                               |
| 1995   | アウトブレイク Outbreak                                                  | ジンボー・スコット         |                        | 田中正彦（ソフト版） 山路和弘（日本テレビ版） |
| 1995   | ブラッドノット/影を殺した女 Bloodknot                                    | トム                       | テレビ映画             |                                               |
| 1996   | クライム・タイム The Right to Remain Silent                              | トム・ハリス               | テレビ映画             |                                               |
| 1997   | ディープ・シー20000 20,000 Leagues Under the Sea                         | ピエール・アロナックス     | テレビ映画             | 浜田賢二（VHS版） 内田夕夜（NHK-BS2版）       |
| 1997   | ヒューゴ・プール Hugo Pool                                               | フロイド                   |                        |                                               |
| 1998   | ダーク・エスケープ The Escape                                            | ジェイク                   | テレビ映画             |                                               |
| 1998   | 愛のトリートメント The Treat                                             | マイク                     |                        | 星野充昭（VHS版）                             |
| 1999   | ミー&ウィル Me and Will                                                  | ファスト・エディ           |                        |                                               |
| 2000   | スクリーム3 Scream 3                                                     | マーク・キンケイド刑事     |                        | 井上和彦                                      |
| 2002   | 卒業の朝 The Emperor's Club                                              | 大人のルイス・マスーディ   |                        | 井上倫宏                                      |
| 2002   | メラニーは行く! Sweet Home Alabama                                       | アンドリュー・ヘニングス   |                        | 入江崇史                                      |
| 2004   | アイアン・エンジェルズ/自由への闘い Iron Jawed Angels                    | ベン・ワイズマン           | テレビ映画             |                                               |
| 2006   | ブラザー・ベア2 Brother Bear 2                                           | ケナイ                     | 声の出演               | 田中一成                                      |
| 2007   | フリーダム・ライターズ Freedom Writers                                   | スコット・ケーシー         |                        | 桐本拓也                                      |
| 2007   | 魔法にかけられて Enchanted                                               | ロバート・フィリップ       |                        | 根本泰彦                                      |
| 2008   | 近距離恋愛 Made of Honor                                                 | トム                       |                        | 根本泰彦                                      |
| 2010   | バレンタインデー Valentine's Day                                         | ハリソン・コープランド医師 |                        | 田中完                                        |
| 2011   | フライペーパー! 史上最低の銀行強盗 Flypaper                              | トリップ・ケネディ         | 兼製作                 | 根本泰彦                                      |
| 2011   | トランスフォーマー/ダークサイド・ムーン Transformers: Dark of the Moon   | ディラン・グールド         | [ 4 ]                  | 根本泰彦                                      |
| 2016   | ブリジット・ジョーンズの日記 ダメな私の最後のモテ期 Bridget Jones's Baby | ジャック・クワント         | [ 5 ]                  | 井上和彦                                      |
| 2017   | レッド・ノーズ・デイ・アクチュアリー Red Nose Day Actually               | サラの夫                   | テレビ映画、米国版のみ | （吹き替え版なし）                            |
| 2022   | 魔法にかけられて2 Disenchanted                                           | ロバート・フィリップ       | Disney+で配信          | 根本泰彦                                      |
| 2023   | フェラーリ Ferrari                                                       | ピエロ・タルッフィ         |                        | 平林剛                                        |
| 2023   | サンクスギビング Thanksgiving                                            | エリック・ニューロン       |                        | 落合弘治                                      |

### テレビシリーズ
| 放映年    | 邦題 原題                                                    | 役名                 | 備考                            | 日本語吹替 |
| --------- | ------------------------------------------------------------ | -------------------- | ------------------------------- | ---------- |
| 2000-2001 | ふたりは友達? ウィル&グレイス Will & Grace                   | マシュー             | 3エピソードに出演               |            |
| 2004      | ザ・プラクティス ボストン弁護士ファイル The Practice         | ポール・スチュアート | 3エピソードに出演               |            |
| 2005-2015 | グレイズ・アナトミー 恋の解剖学 Grey's Anatomy               | デレク・シェパード   | レギュラーで243エピソードに出演 | 根本泰彦   |
| 2009-2012 | プライベート・プラクティス 迷えるオトナたち Private Practice | デレク・シェパード   | 2エピソードに出演               |            |

## モータースポーツ活動

### チームオーナー兼ドライバー

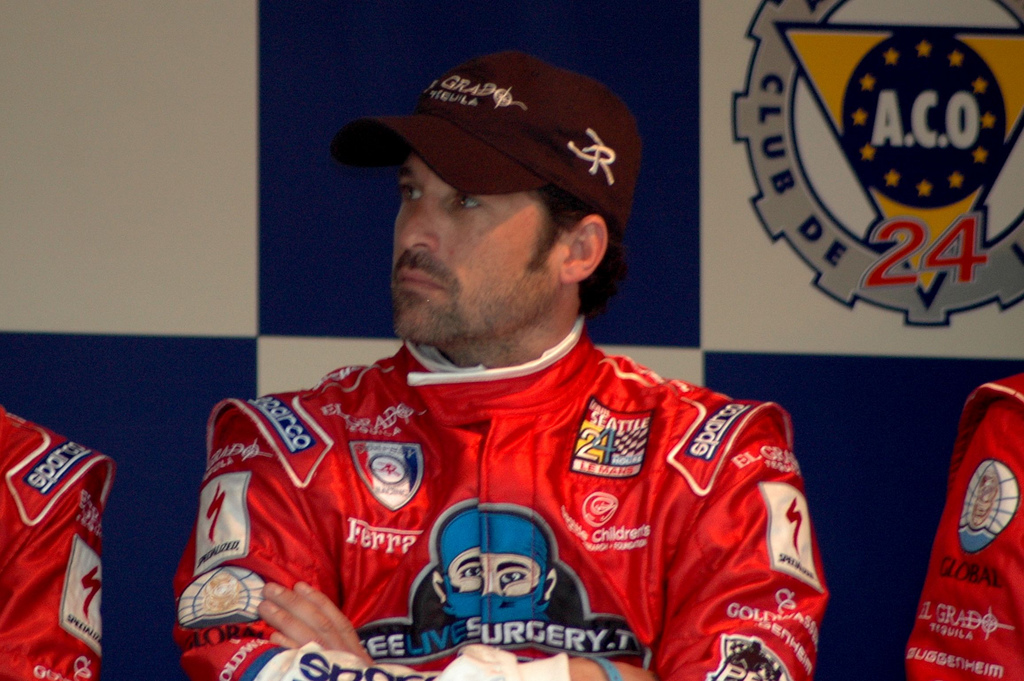
ル・マン24時間レースにて（2009年）

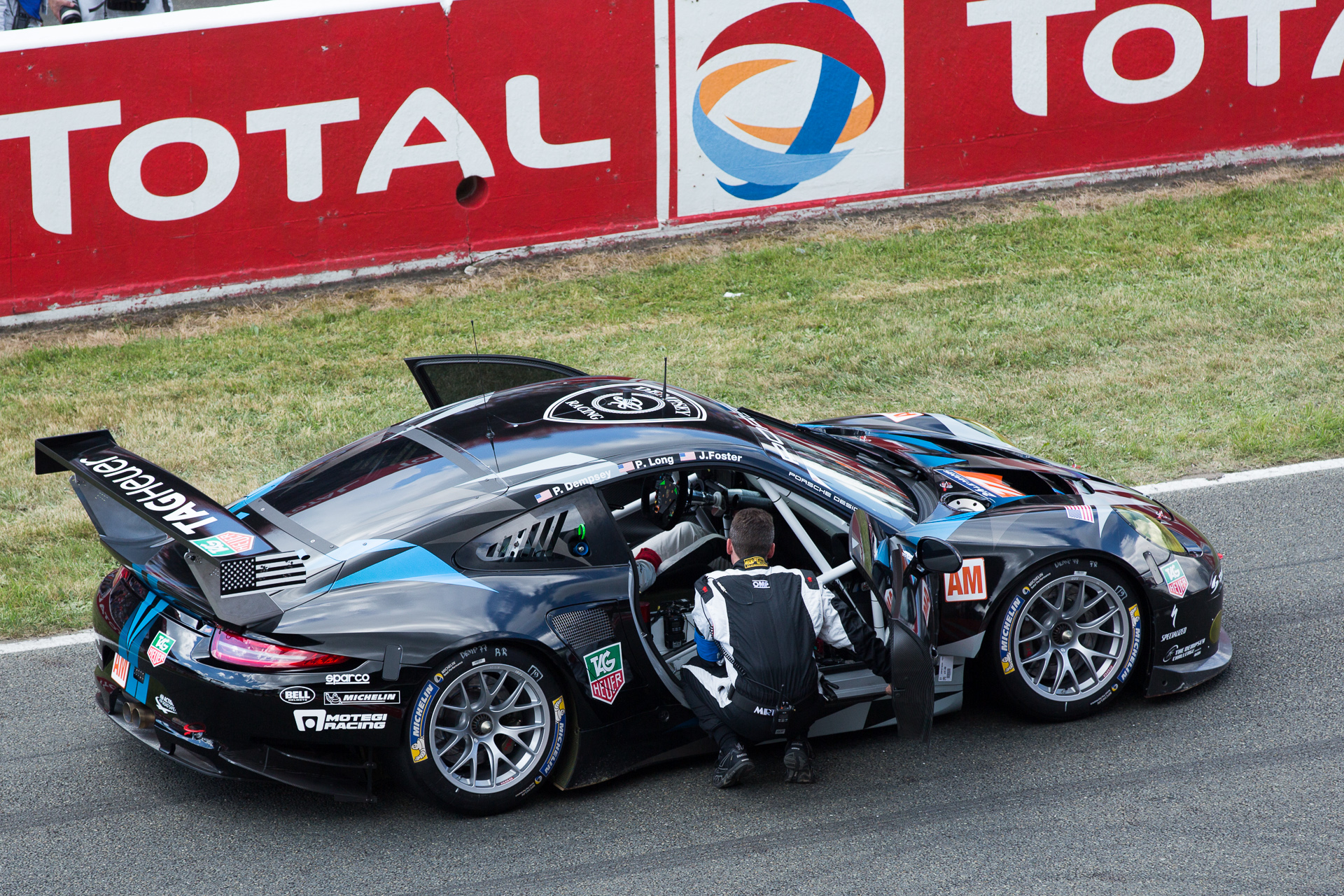
ル・マン24時間レースにて（2014年）

近年はレーシングドライバーとしての活動でも有名であり、世界選手権クラスでの優勝を含む数々の好成績を収めている。またクラシック・カーのコレクターでもある。
現在は自らの名前を冠した「デンプシー-プロトン・レーシング」のチームオーナーとして、FIA 世界耐久選手権（WEC）にシーズン参戦している。また過去にはアメリカ・グランダムGTシリーズにマツダ・RX-8で参戦したほか、アメリカン・ル・マン・シリーズ（ALMS）にも参戦していた。グランダムシリーズでも自らマシンドライバーも務めていた。
2016年3月に、本人曰く「家族と、私の俳優としてのキャリアを考え」レーシングドライバー活動を一時休止することを発表したが、チームオーナーとしての活動は引き続き行う。

### ル・マン24時間
2009年にはル・マン24時間レースに出場。2011年6月9日にはマツダ・787Bをル・マン（サルト・サーキット）でデモドライブしたほか、前述のマツダ・RX-8でのレース参戦などマツダとの関係が比較的深い。
2013年1月には、サッカー選手のアレッサンドロ・デル・ピエロがデンプシー・レーシングの共同オーナーに就任することが発表された。同年のル・マン24時間レースではLMGTE-Amクラス3位を走行し表彰台に手が届きそうだったが、惜しくも4位に終わった。
2015年はFIA 世界耐久選手権(WEC)に、「デンプシー-プロトン・レーシング」のオーナー兼ドライバーとしてLMGTE-Amクラスでフル参戦。マシンはポルシェ・911RSRである。
2015年6月10〜14日に行われた第3戦ル・マン24時間レースでLMGTE-Amクラス2位に入賞し、念願の初表彰台を獲得した。さらに2015年10月9日〜11日に行われた第6戦富士6時間耐久レースでは、LMGTE-Amクラス初優勝を果たした。

#### レース戦績
| 年     | チーム                                          | コ・ドライバー                          | 車両                  | クラス | 周回数 | 総合順位 | クラス順位 |
| ------ | ----------------------------------------------- | --------------------------------------- | --------------------- | ------ | ------ | -------- | ---------- |
| 2009年 | アドバンスド・エンジニアリング チーム・シアトル | ドン・キッチ Jr. ジョー・フォスター     | フェラーリ・F430 GT2  | GT2    | 301    | 30位     | 9位        |
| 2013年 | デンプシー・デル・ピエロ-プロトン               | ジョー・フォスター パトリック・ロング   | ポルシェ・911 GT3 RSR | GTE Am | 305    | 28位     | 4位        |
| 2014年 | デンプシー・レーシング-プロトン                 | ジョー・フォスター パトリック・ロング   | ポルシェ・911 RSR     | GTE Am | 329    | 24位     | 5位        |
| 2015年 | デンプシー-プロトン・レーシング                 | パトリック・ロング マルコ・ゼーフリート | ポルシェ・911 RSR     | GTE Am | 330    | 22位     | 2位        |

## 私生活
最初の結婚は1987年、デンプシーが21歳のときで、相手は48歳のマネージャー兼女優のナタリー"ロッキー"パーカー(Natalie "Rocky" Parker)だった。二人は映画「ウー・ウー・キッド」で共演した。親友の母親だったと報じられているが、デンプシー本人は息子のコリー・パーカー（英語: Corey Parker）と親友になったのはロッキーと恋愛関係になってからだと語っている。夫婦は1994年に離婚し、その後ヘアスタイリストのジリアン・フィンク（Jillian Fink）と1999年7月31日に再婚した。一女二男（双子）を儲けて現在では3児の父親。2015年にジリアンとの離婚を申請したが、2016年に撤回したと報じられる。

## その他
- ジャグリングの世界大会で準優勝したことがある。1984年（昭和59年）にソニーのカセットテープ「HF-ES」のCMに登場し、ジャグリングを披露している。

- 12歳の時にディスレクシアと診断されている[12][13]。

- 2013年1月には、破産したタリーズコーヒーの47店舗をスターバックスなどと競り合った末、920万ドルで買収。デンプシーは買収に乗り出した理由として、自らの代表作である『グレイズ・アナトミー』の舞台であるシアトルの雇用を守るためとしている[14]。

## 日本語吹き替え
『グレイズ・アナトミー 恋の解剖学』以降、根本泰彦が主に担当している。
このほかにも、井上和彦、檜山修之、家中宏、入江崇史なども声を当てている。

## 参照
1. ↑  “100 Top Irish-Americans!!!”.   Rincenatiarna (2006年3月17日). 2007年2月20日時点のオリジナルよりアーカイブ。2007年1月8日閲覧。
2. ↑  1981 Juniors Championship of the International Jugglers' Association (IJA)
3. ↑  “Patrick Dempsey on Producing His First Film 'Flypaper'”.   The Wall Street Journal (2011年1月22日). 2023年3月9日閲覧。
4. ↑  “'Transformers: Dark of the Moon' new video”.   Digital Spy (2011年5月20日). 2023年3月9日閲覧。
5. ↑  “ブリジット・ジョーンズがアラフォーになって帰ってきた！12年ぶりの新作公開”. 映画ナタリー. (2016年6月15日) 2016年6月15日閲覧。
6. ↑  “『魔法にかけられて2 Disenchanted』感想（ネタバレ）”.   シネマンドレイク (2022年11月21日). 2023年3月9日閲覧。
7. ↑  パトリック・デンプシー、俳優業と家族のためレーシングドライバー活動を一時休止 - オートスポーツ・2016年3月8日
8. ↑  Gigawave replaced by SAE at Le Mans
9. ↑  ルマン優勝車「マツダ 787B」、20年ぶりにルマン・サルトサーキットを走行　－優勝ドライバーのジョニー・ハーバート、俳優のパトリック・デンプシーによるデモンストレーション走行を実施－ MAZDA広報　2011年6月16日
10. ↑  サッカー選手デル・ピエーロがALMSチーム代表就任 - オートスポーツ・2013年1月22日
11. ↑  “「グレイズ・アナトミー」パトリック・デンプシー、離婚撤回”.  シネマトゥデイ (2016年1月26日). 2016年1月27日閲覧。
12. ↑  “‘Grey’s Anatomy's’ Dempsey has dyslexia”. NBC NEWS.com. (2006年2月28日) 2012年11月5日閲覧。
13. ↑  Hitti, Miranda (2006年3月2日). “Patrick Dempsey Reveals His Dyslexia”.   Webmd.com. 2011年4月22日閲覧。
14. ↑  「グレイズ・アナトミー」パトリック・デンプシーがタリーズ買収に成功 - 映画.com、2013年4月21日閲覧